# 格林德尔瓦尔德
格林德尔瓦尔德（又译格林德瓦）是位於瑞士伯恩州中部的市鎮，屬於因特拉肯-上哈斯利區。
“Grindelwald”一名是由“Grindel”和“Wald”两个德语单词组成的。“Grindel”在德语中的意思是“滑坡”或“岩石滑坡”，而“Wald”则是“森林”的意思。这个名字来源于该地区受到的自然灾害，由于该地区地质条件不稳定，山体滑坡和岩石滑坡时有发生，因此这个地方被称为 Grindelwald。

## 活動

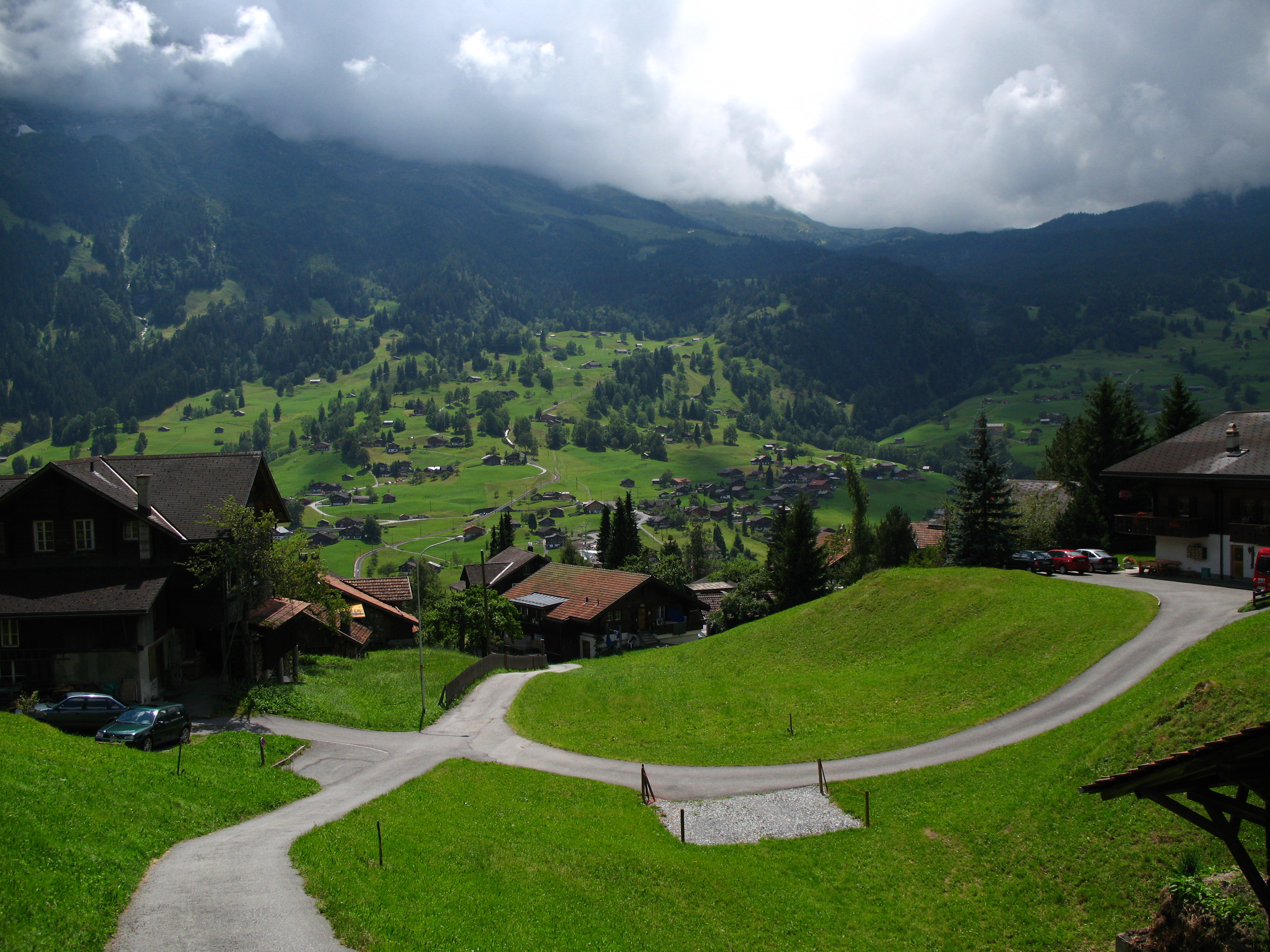
格林德尔瓦尔德

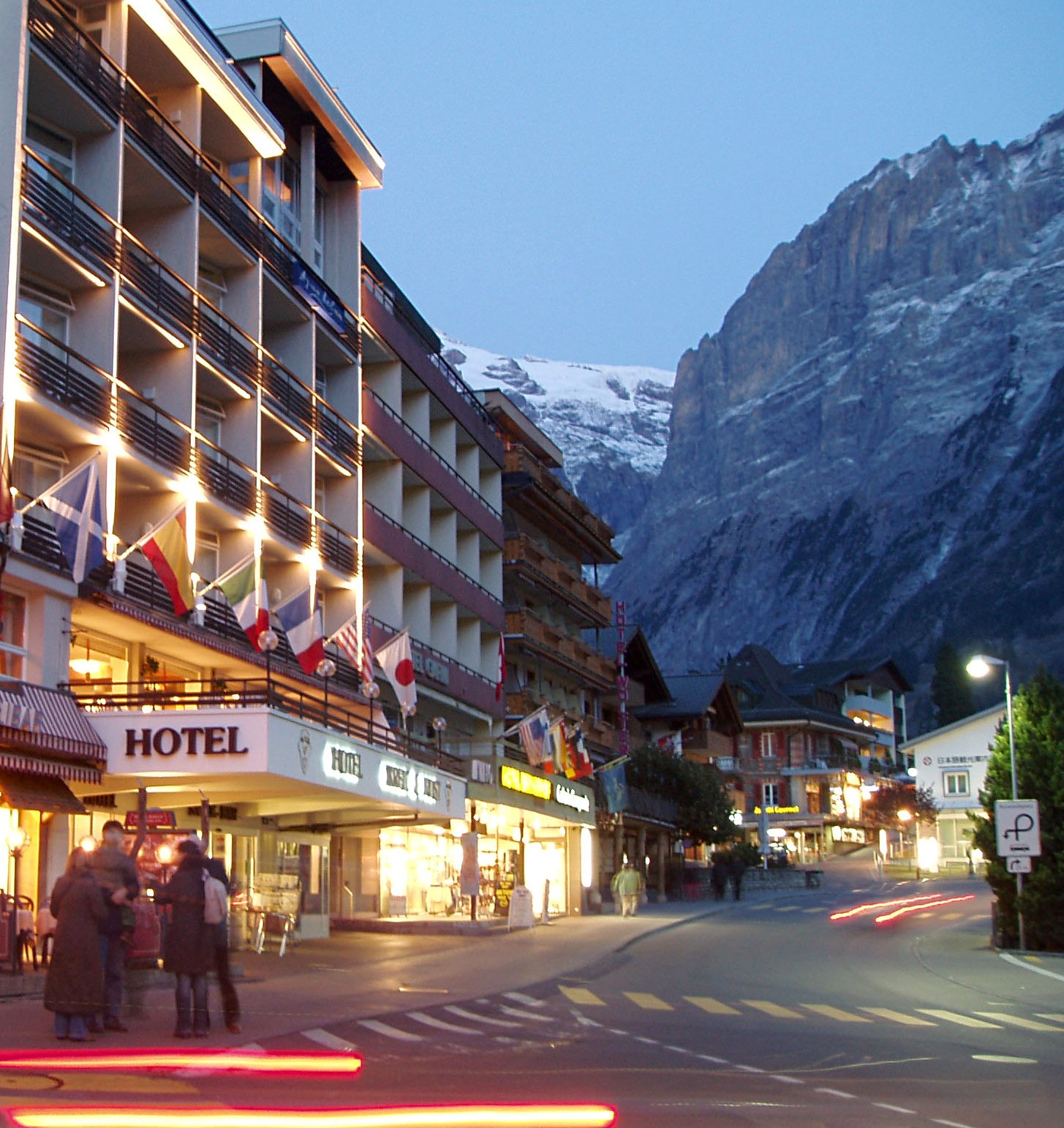
街景

格林德尔瓦尔德是瑞士著名的冬季旅遊目的地。對於滑雪初學者，老手和滑雪專家都是一個很好的地方。 
在夏季，格林德尔瓦尔德也是一個遠足健行好地方。超過100公里的夏季行山徑和120公里的冬季散步路徑，全景式的遠眺近觀阿爾卑斯山，從容易的路徑（一些適合輪椅），通過花卉草甸，到穿過的高山領域的藍莓草叢，均適合不同遠足者。
由於其地理環境上特有的高低落差以及絕佳的氣流，所以格林德尔瓦尔德非常適合進行滑翔機等活動。即使您是個完全沒有經驗的初學者，也可以與非常有經驗的專業飛行員一起享受這既刺激又美好的飛行經驗。
鎮人口約4000人，由於是滑雪、登出、遠足等旅客的基地，所以有很多不同規模的旅店，餐廳等。對外交通主要是火車往來因特拉肯。

## 姐妹城市
1972年4月20日，基於相似的景觀，格林德尔瓦尔德與日本長野縣之舊安曇村建立了姐妹城市關係，2005年4月1日，舊安曇村與松本市合併，格林德尔瓦尔德與松本市的關係繼續。

## 外部連結
- Grindelwald （页面存档备份，存于） official website
- Webcams （页面存档备份，存于）